# En anderledes dreng
En anderledes dreng er en dansk dokumentarfilm fra 2013, der er instrueret af Ulrik Wivel.

## Handling
Da Alexander fylder 18 år, flytter han hjemmefra og skal for første gang klare sig selv. I fødselsdagsgave forærer hans bror ham en rejse - de skal sammen til Barcelona. Men det kan godt være lidt af en udfordring, når man som Alexander er autist.